# Remember Me, Vol. 1
Remember Me, Vol. 1 es el sexagesimocuarto álbum de estudio del músico estadounidense Willie Nelson publicado por la compañía discográfica R&J Records el 21 de noviembre de 2011. El álbum contiene una selección de éxitos de country de los últimos setenta años. Nelson se inspiró mientras hablaba con Stroud sobre el éxito de Tex Williams "Smoke! Smoke! Smoke! (That Cigarette)", tras lo cual elaboraron una lista de 75 canciones que posteriormente redujeron a 32.
Tras su publicación, Remember Me, Vol. 1 obtuvo reseñas mixtas de la prensa musical. Alcanzó el puesto cuarenta en la lista Top Country Albums y el 37 en la Top Independent Albums de Billboard.

## Grabación
Remember Me, Vol. 1consiste en catorce canciones seleccionadas por Nelson a partir de éxitos de country en la lista Billboard de los últimos setenta años. Junto con el productor James Stroud, decidió grabar el álbum para resumir a través de diferentes éxitos la historia del género musical. Ambos se inspiraron a la hora de grabar el álbum mientras hablaban del tema de Tex Williams "Smoke! Smoke! Smoke! (That Cigarette)". Stroud hablaba sobre la primera vez que escuchó la canción, y que su madre fumaba mientras sonaba en la radio. Nelson, a quien le gustó la anécodta, sugirió a continuación grabar el álbum.
Nelson y Stroud seleccionaron unas 75 canciones, posteriormente reducidas a 32. Stroud fue a continuación a Nashville a grabar las canciones con músicos de estudio, para luego acudir al estudio personal de Nelson en Austin (Texas) para sobreañadir su voz a las grabaciones. Las catorce canciones finales del álbum fueron seleccionadas de unas sesiones con Stroud que produjeron 32 canciones, siendo el resto programadas para publicarse en un segundo volumen.

## Lista de canciones
| N.º | Título                                  | Escritor(es)                  | Duración |  |
| 1.  | «Remember Me»                           | Scotty Wiseman                |          |  |
| 2.  | «Sixteen Tons»                          | George S. Davis               |          |  |
| 3.  | «Why Baby Why»                          | Darrell Edwards, George Jones |          |  |
| 4.  | «Today I Started Loving You Again»      | Merle Haggard, Bonnie Owens   |          |  |
| 5.  | «I'm Moving On»                         | Hank Snow                     |          |  |
| 6.  | «That Just About Does It»               | Vern Gosdin, Max D. Barnes    |          |  |
| 7.  | «This Ole House»                        | Stuart Hamblen                |          |  |
| 8.  | «Sunday Mornin' Comin' Down»            | Kris Kristofferson            |          |  |
| 9.  | «Smoke! Smoke! Smoke! (That Cigarette)» | Merle Travis, Tex Williams    |          |  |
| 10. | «Slowly»                                | Webb Pierce                   |          |  |
| 11. | «A Satisfied Mind»                      | Red Hayes, Jack Rhodes        |          |  |
| 12. | «Roly Poly»                             | Fred Rose                     |          |  |
| 13. | «Release Me»                            | Eddie Miller                  |          |  |
| 14. | «Ramblin' Fever»                        | Merle Haggard                 |          |  |

## Personal
- Willie Nelson - voz y guitarra.
- Mickey Raphael - armónica.
- Eddie Bayers - batería.
- Sonny Garrish - steel guitar.
- Aubrey Haynie - violín y mandolina.
- John Hobbs - piano.
- David Hungate - bajo.
- Brent Mason - guitarra eléctrica.
- Biff Watson - guitarra acústica.
- Wes Hightower  - coros.
- Chris Collins - invitado especial.

## Posición en listas
| País           | Lista                  | Posición |
| -------------- | ---------------------- | -------- |
| Estados Unidos | Top Country Albums     | 40       |
| Estados Unidos | Top Independent Albums | 37       |